# Alberto III Pio
Alberto III Pio (Carpi, 23 de juliol de 1475 - París, 8 de gener de 1531) fou senyor de Carpi junt amb el seu germà Lionello II Pio el 1480 quan a la mort del pare van recuperar la senyoria, i fins al 1490, i des del 1480 també en condomini amb el seu parent Marco II Pio i des del 1493 amb el fill d'aquest Giberto III Pio.
Alberto era fill de Lionello I Pio i es va casar el 1494 amb Camil·la Gonzaga i després el 1518 amb Cecília Orsini. Va deixar tres filles: Caterina. Margherita i Isabella. El 1495 Giberto III va vendre els seus drets a la casa d'Este. El 1512 Alberto III va recuperar els drets. Fou creat comte de Sarsina i Meldola (incloent Perticara) l'1 de novembre de 1519.
El 1521 la senyoria de Carpi fou ocupada pels espanyols i el gener del 1523 fou expulsat pels imperials però va poder tornar el setembre de 1523. El 24 de febrer de 1525 fou deposat definitivament i la senyoria annexada a Ferrara.